# 謝文奉
謝文奉（越南语：／，？—1865年），又名黎維奉（Lê Duy Phụng）、黎維明（Lê Duy Minh），越南阮朝嗣德年間民變首領。
出生在河內省壽昌縣的一個天主教徒家庭。曾跟隨傳教士去外國學道。後來法國、西班牙聯軍發動南圻遠征，法國傳教士Théophile Le Grand de la Liraye將其推薦給法軍主將夏爾·里戈·德·熱諾伊利，但熱諾伊利不喜歡他對皇位的覬覦。謝文奉於1861年跟隨法國萊昂納爾·沙內中將攻打廣南。同年臘月，他來到北圻，自稱是後黎朝皇族後裔黎維明，自稱盟主，起兵於廣安，獲得大量支持者。他與海外的客匪聯合攻取了海寧府，又與北圻各省的客匪，以及阮文盛、高伯适等民變軍隊互相呼應。1862年，謝文奉派兵協助阮文盛一起攻打諒江府、安勇縣，圍攻北寧省城。河內省布政使阮克述、山西省布政使黎裕、興安省副領兵武早帶領三省兵力前去解圍，經過十餘仗方才將民變軍擊退。
謝文奉圍攻海陽城甚急，嗣德帝派張國用為總統海安軍務大臣，同潘三省、鄧杏、黎春一起，帶領京兵以及清化、乂安兩省之兵前去鎮壓。又任命陶致為參贊大臣、阮伯儀為山興宣總督，協助張國用剿匪。在官軍的攻勢下，謝文奉被迫解圍。謝文奉向南圻的路易·阿道夫·波那少將求援，希望法國協助他攻取北圻，並同意接受法國保護。但法國正與阮朝朝廷議和，沒有答應其請求。
謝文奉雖敗，但仍佔據廣安及附近海島，不時騷擾沿海各地。嗣德帝遣阮知方為總督海安軍務、張國用為協統，率軍討伐。謝文奉屢敗官軍，1864年擊殺張國用。1865年4月，謝文奉部眾再犯海陽，阮知方遣阮文偉大敗之。此後提督枚善、贊理鄧陳顓、督兵翁益謙屢破之，謝文奉退往海寧（今芒街市）。7月，鄧陳顓、翁益謙領兵出廣安，會同欽州的清朝士兵一起夾擊海寧城。謝文奉大敗，逃入海中。不久，在廣平、廣治一帶被擒，押往順化處死。